# Баси (Марна)
Баси (фр. Bassu) насеље је и општина у североисточној Француској у региону Шампањ-Арден, у департману Марна која припада префектури Витри ле Франсоа.
По подацима из 2011. године у општини је живело 127 становника, а густина насељености је износила 12,34 становника/km². Општина се простире на површини од 10,29 km². Налази се на средњој надморској висини од 223 метара.

## Демографија
| 1962. | 1968. | 1975. | 1982. | 1990. | 1999. | 2011. |
| ----- | ----- | ----- | ----- | ----- | ----- | ----- |
| 104   | 119   | 96    | 119   | 120   | 129   | 127   |

График промене броја становника у току последњих година